# Rallye du Portugal 2015
Le 49e Rallye du Portugal 2015 est le 5e rallye du Championnat du monde des rallyes 2015.

## Résultats

### Classement final
| Rang              | Pilote             | Copilote           | Numéro            | Voiture               | Écurie                                   | Temps             | Écart             | Points            |
| Toutes catégories | Toutes catégories  | Toutes catégories  | Toutes catégories | Toutes catégories     | Toutes catégories                        | Toutes catégories | Toutes catégories | Toutes catégories |
| ----------------- | ------------------ | ------------------ | ----------------- | --------------------- | ---------------------------------------- | ----------------- | ----------------- | ----------------- |
| 1.                | Jari-Matti Latvala | Miikka Anttila     | 2                 | Volkswagen Polo R WRC | Volkswagen Motorsport                    | 3 h 30 min 35 s 3 | -                 | 272               |
| 2.                | Sébastien Ogier    | Julien Ingrassia   | 1                 | Volkswagen Polo R WRC | Volkswagen Motorsport                    | 3 h 30 min 43 s 5 | +8 s 2            | 213               |
| 3.                | Andreas Mikkelsen  | Ola Fløene         | 9                 | Volkswagen Polo R WRC | Volkswagen Motorsport                    | 3 h 31 min 03 s 9 | +28 s 6           | 161               |
| 4.                | Kris Meeke         | Paul Nagle         | 3                 | Citroën DS3 WRC       | Citroën Total Abu Dhabi World Rally Team | 3 h 31 min 24 s 0 | +48 s 7           | 12                |
| 5.                | Ott Tänak          | Ragio Mölder       | 6                 | Ford Fiesta RS WRC    | M-Sport World Rally Team                 | 3 h 32 min 32 s 1 | +1 min 56 s 8     | 10                |
| 6.                | Daniel Sordo       | Marc Marti         | 8                 | Hyundai i20 WRC       | Hyundai World Rally Team                 | 3 h 33 min 03 s 2 | +2 min 27 s 9     | 8                 |
| 7.                | Mads Østberg       | Jonas Andersson    | 4                 | Citroën DS3 WRC       | Citroën Total Abu Dhabi World Rally Team | 3 h 33 min 07 s 5 | +2 min 32 s 2     | 6                 |
| 8.                | Hayden Paddon      | John Kennard       | 20                | Hyundai i20 WRC       | Hyundai Motorsport N                     | 3 h 33 min 29 s 6 | +2 min 54 s 3     | 4                 |
| 9.                | Robert Kubica      | Maciej Szczepaniak | 14                | Ford Fiesta RS WRC    | RK World Rally Team                      | 3 h 35 min 14 s 4 | +4 min 39 s 1     | 2                 |
| 10.               | Martin Prokop      | Jan Tománek        | 21                | Ford Fiesta RS WRC    | Jipocar Czech National Team              | 3 h 38 min 06 s 5 | +7 min 31 s 2     | 1                 |

3, 2, 1 : y compris les 3, 2 et 1 points attribués aux trois premiers de la spéciale télévisée (power stage).

### Spéciales chronométrées
| Étape            | Spéciale | Heure   | Nom                | Distance | Vainqueur          | Temps         | Leader             |
| ---------------- | -------- | ------- | ------------------ | -------- | ------------------ | ------------- | ------------------ |
| (21 mai)         | ES1      | 19 h 01 | Lousada            | 3,36 km  | Andreas Mikkelsen  | 2 min 41 s 1  | Andreas Mikkelsen  |
| 2e jour (22 mai) | ES2      | 09 h 40 | Ponte de Lima 1    | 27,53 km | Dani Sordo         | 19 min 41 s 5 | Dani Sordo         |
| 2e jour (22 mai) | ES3      | 10 h 25 | Caminha 1          | 18,05 km | Mads Østberg       | 10 min 48 s 9 | Andreas Mikkelsen  |
| 2e jour (22 mai) | ES4      | 11 h 15 | Viana do Castelo 1 | 18,73 km | Jari-Matti Latvala | 11 min 38 s 3 | Jari-Matti Latvala |
| 2e jour (22 mai) | ES5      | 14 h 50 | Ponte de Lima 2    | 27,53 km | ANNULÉE            | ANNULÉE       | Jari-Matti Latvala |
| 2e jour (22 mai) | ES6      | 15 h 35 | Caminha 2          | 18,05 km | Sébastien Ogier    | 10 min 49 s 6 | Jari-Matti Latvala |
| 2e jour (22 mai) | ES7      | 16 h 25 | Viana do Castelo 2 | 18,73 km | Jari-Matti Latvala | 11 min 30 s 1 | Jari-Matti Latvala |
| 3e jour (23 mai) | ES8      | 09 h 55 | Santa Clara 1      | 19,09 km | Andreas Mikkelsen  | 11 min 48 s 3 | Jari-Matti Latvala |
| 3e jour (23 mai) | ES9      | 10 h 50 | Santana da Serra 1 | 31,90 km | Kris Meeke         | 17 min 11 s 1 | Jari-Matti Latvala |
| 3e jour (23 mai) | ES10     | 12 h 00 | Malhão 1           | 22,15 km | Kris Meeke         | 25 min 40 s 5 | Jari-Matti Latvala |
| 3e jour (23 mai) | ES11     | 15 h 00 | Santa Clara 2      | 19,09 km | Sébastien Ogier    | 11 min 43 s 0 | Jari-Matti Latvala |
| 3e jour (23 mai) | ES12     | 15 h 55 | Santana da Serra 2 | 31,90 km | Sébastien Ogier    | 16 min 58 s 7 | Jari-Matti Latvala |
| 3e jour (23 mai) | ES13     | 17 h 05 | Malhão 2           | 22,15 km | Sébastien Ogier    | 25 min 17 s 9 | Jari-Matti Latvala |
| 4e jour (24 mai) | ES14     | 09 h 05 | Fafe 1             | 11,15 km | Sébastien Ogier    | 6 min 49 s 8  | Jari-Matti Latvala |
| 4e jour (24 mai) | ES15     | 09 h 45 | Vieira do Minho    | 32,35 km | Jari-Matti Latvala | 20 min 38 s 7 | Jari-Matti Latvala |
| 4e jour (24 mai) | ES16*    | 12 h 08 | Fafe 2             | 11,15 km | Sébastien Ogier    | 6 min 43 s 0  | Jari-Matti Latvala |

* : spéciale télévisée attribuant des points aux trois premiers pilotes

## Classements au championnat après l'épreuve

### Classement des pilotes
Selon le système de points en vigueur, les 10 premiers équipages remportent des points, 25 points pour le premier, puis 18, 15, 12, 10, 8, 6, 4, 2 et 1.
| Rang | Pilote              | Rallyes | Rallyes | Rallyes | Rallyes | Rallyes | Rallyes | Rallyes | Rallyes | Rallyes | Rallyes | Rallyes | Rallyes | Rallyes | Total points |
| Rang | Pilote              | MON     | SUE     | MEX     | ARG     | POR     | ITA     | POL     | FIN     | GER     | AUS     | FRA     | ESP     | GBR     | Total points |
| ---- | ------------------- | ------- | ------- | ------- | ------- | ------- | ------- | ------- | ------- | ------- | ------- | ------- | ------- | ------- | ------------ |
| 1er  | Sébastien Ogier     | 25      | 283     | 283     | 3       | 213     | -       | -       | -       | -       | -       | -       | -       | -       | 105          |
| 2e   | Andreas Mikkelsen   | 15      | 15      | 172     | Ab.     | 161     | -       | -       | -       | -       | -       | -       | -       | -       | 63           |
| 3e   | Mads Østberg        | 12      | 21      | 18      | 191     | 6       | -       | -       | -       | -       | -       | -       | -       | -       | 57           |
| 4e   | Kris Meeke          | 43      | 6       | 0       | 25      | 12      | -       | -       | -       | -       | -       | -       | -       | -       | 47           |
| 5e   | Jari-Matti Latvala  | 191     | 0       | 0       | Ab.     | 272     | -       | -       | -       | -       | -       | -       | -       | -       | 46           |
| 6e   | Elfyn Evans         | 6       | 8       | 12      | 15      | 0       | -       | -       | -       | -       | -       | -       | -       | -       | 41           |
| 7e   | Dani Sordo          | 8       | -       | 10      | 122     | 8       | -       | -       | -       | -       | -       | -       | -       | -       | 38           |
| 8e   | Thierry Neuville    | 10      | 202     | 51      | Ab.     | 0       | -       | -       | -       | -       | -       | -       | -       | -       | 35           |
| 9e   | Martin Prokop       | 2       | 4       | 8       | 12      | 1       | -       | -       | -       | -       | -       | -       | -       | -       | 27           |
| 10e  | Ott Tanak           | 0       | 12      | 0       | 1       | 10      | -       | -       | -       | -       | -       | -       | -       | -       | 23           |
| 11e  | Hayden Paddon       | -       | 10      | 0       | 0       | 4       | -       | -       | -       | -       | -       | -       | -       | -       | 14           |
| 12e  | Khalid Al Qassimi   | -       | -       | -       | 8       | 0       | -       | -       | -       | -       | -       | -       | -       | -       | 8            |
| 13e  | Abdulaziz Al-Kuwari | -       | -       | -       | 6       | 0       | -       | -       | -       | -       | -       | -       | -       | -       | 6            |
| 14e  | Nasser Al-Attiyah   | -       | -       | 6       | -       | 0       | -       | -       | -       | -       | -       | -       | -       | -       | 6            |
| 15e  | Sébastien Loeb      | 62      | -       | -       | -       | -       | -       | -       | -       | -       | -       | -       | -       | -       | 6            |
| 16e  | Diego Domínguez     | -       | -       | -       | 4       | -       | -       | -       | -       | -       | -       | -       | -       | -       | 4            |
| 17e  | Yuriy Protasov      | 0       | 2       | 0       | 0       | -       | -       | -       | -       | -       | -       | -       | -       | -       | 2            |
| 18e  | Nicolás Fuchs       | -       | -       | 2       | Ab.     | 0       | -       | -       | -       | -       | -       | -       | -       | -       | 2            |
| 19e  | Gustavo Saba        | -       | -       | -       | 2       | -       | -       | -       | -       | -       | -       | -       | -       | -       | 2            |
| 20e  | Jari Ketomaa        | -       | 0       | 1       | 0       | Ab.     | -       | -       | -       | -       | -       | -       | -       | -       | 1            |

| Couleur | Résultat                                                         |
| ------- | ---------------------------------------------------------------- |
| Or      | Vainqueur                                                        |
| Argent  | 2e place                                                         |
| Bronze  | 3e place                                                         |
| Vert    | Classé, dans les points                                          |
| Bleu    | Classé, hors des points Non classé (Nc.)                         |
| Mauve   | Abandon (Ab.) Retrait (Re.)                                      |
| Noir    | Disqualifié (Dq.)                                                |
| Blanc   | N'a pas pris le départ (Np.) Forfait (Forf.) Épreuve annulée (A) |
| Aucune  | N'a pas participé (-)                                            |

3, 2, 1 : y compris les 3, 2 et 1 points attribués aux trois premiers de la spéciale télévisée (power stage).

### Classement des constructeurs
| Rang | Équipe                                   | Rallyes | Rallyes | Rallyes | Rallyes | Rallyes | Rallyes | Rallyes | Rallyes | Rallyes | Rallyes | Rallyes | Rallyes | Rallyes | Total points |
| Rang | Équipe                                   | MON     | SUE     | MEX     | ARG     | POR     | ITA     | POL     | FIN     | GER     | AUS     | FRA     | ESP     | GBR     | Total points |
| ---- | ---------------------------------------- | ------- | ------- | ------- | ------- | ------- | ------- | ------- | ------- | ------- | ------- | ------- | ------- | ------- | ------------ |
| 1er  | Volkswagen Motorsport                    | 43      | 25      | 31      | 4       | 43      | -       | -       | -       | -       | -       | -       | -       | -       | 146          |
| 2e   | Citroën Total Abu Dhabi World Rally Team | 12      | 8       | 22      | 43      | 18      | -       | -       | -       | -       | -       | -       | -       | -       | 103          |
| 3e   | Hyundai World Rally Team                 | 27      | 28      | 20      | 10      | 9       | -       | -       | -       | -       | -       | -       | -       | -       | 94           |
| 4e   | M-Sport World Rally Team                 | 12      | 20      | 16      | 23      | 10      | -       | -       | -       | -       | -       | -       | -       | -       | 81           |
| 5e   | Jipocar Czech National Team              | 6       | 4       | 10      | 12      | 2       | -       | -       | -       | -       | -       | -       | -       | -       | 34           |
| 6e   | Volkswagen Motorsport II                 | -       | 15      | -       | 0       | 15      | -       | -       | -       | -       | -       | -       | -       | -       | 30           |
| 7e   | Hyundai Motorsport N                     | -       | 1       | 2       | 6       | 4       | -       | -       | -       | -       | -       | -       | -       | -       | 13           |
| 8e   | FWRT s.r.l.                              | 1       | 0       | 0       | 2       | 0       | -       | -       | -       | -       | -       | -       | -       | -       | 3            |